# Trigonella cylindracea
Trigonella cylindracea är en ärtväxtart som beskrevs av Nicaise Auguste Desvaux. Trigonella cylindracea ingår i släktet trigonellor, och familjen ärtväxter. IUCN kategoriserar arten globalt som livskraftig. Inga underarter finns listade i Catalogue of Life.